# Claire Trevor
Claire Trevor (New York, 1910. március 8. – Newport Beach, Kalifornia,  2000. április 8.) Oscar-díjas amerikai színésznő.
A film noir királynőjének is nevezték, mert a műfajban és más fekete-fehér thrillerekben sok "rossz lányt" formált meg. Pályafutása során több mint 60 filmben szerepelt.

## Élete

### Származása, ifjúkora
Claire Trevor Wemlinger családnévvel látta meg a napvilágot New York Brooklyn városrészében 1910-ben (egyes források szerint 1909-ben, 1911-ben vagy 1912-ben) Noel és Betty Wemlinger egyetlen gyermekeként. Német, ír és francia gyökerekkel rendelkezett.

### Színészi pályája
Miután befejezte a középiskolát a Columbia Egyetemen és az American Academy of Dramatic Arts nevű intézetben vett részt féléves színtanfolyamon. A '20-as évek végén nyári színelőadásokon lépett fel. 1932-ben mutatkozott be a Broadwayen. Egy évvel később kapta első kisebb filmszerepét a Life in the Rawban.

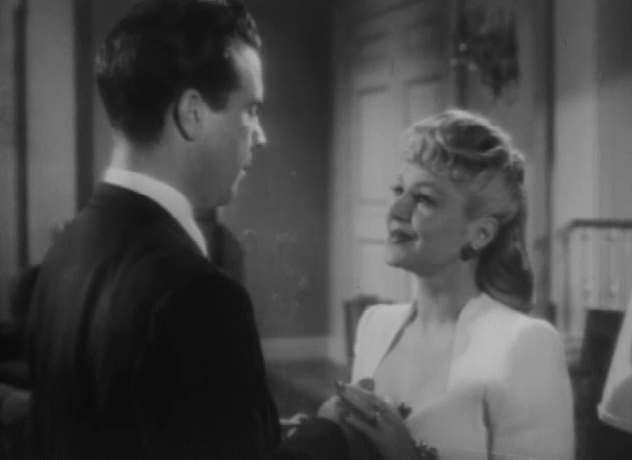
Dick Powell és Claire Trevor az 1944-es Gyilkosság a gyönyörömben

1933 és 1938 között 29 filmben is játszott, gyakran a hősnő szerepében. 1937-ben a Humphrey Bogart nevével fémjelzett Zsákutcában szerepelt, amiért Oscar-díjra jelölték legjobb női mellékszereplő kategóriában. 1937 és 1940 között Edward G. Robinsonnal is szerepelt a népszerű rádióműsorban, a Big Townban, miközben filmszínészi pályafutását is folytatta.
1939-ben emlékezetes alakítást nyújtott John Ford westernklasszikusában, a Hatosfogatban. Ezzel a filmmel tört be John Wayne a köztudatba. Feltűnt 1944-ben Dick Powell oldalán a Gyilkosság a gyönyörömben. 1948-ban John Huston film noir klasszikusában a Key Largóban Gaye Dawnt, a kiégett night club énekest és gengszterbarátnőt annyira hitelesen alakította, hogy elnyerte az Oscar-díjat legjobb női mellékszereplő kategóriában.
Az '50-es évektől kezdve szinte már csak mellékszerepekben lehetett látni. Az Akadémia 1955-ben szintén jelölte a legjobb női mellékszereplő kategóriában A gőgösben nyújtott alakításának köszönhetően. A '60-as évek közepétől visszavonult a filmezéstől, de 1982-ben még visszatért a filmvászonra Sally Field nehéz természetű édesanyját eljátszani a Kiss Me Goodbyeban, továbbá néhány TV filmben is feltűnt egészen 1987-ig.

### Magánélete
1938-ban feleségül ment Clark Andrews rádiós rendezőhöz, de négy év múlva elváltak. Második házassága 1943-ban kezdődött Cylos William Dunsmoore tengerészhadnaggyal, akitől Charles nevű fia született. A házasság 1947-ben válással végződött. A következő évben hozzáment Milton H. Brent filmproducerhez, akinek két fia volt az előző házasságából. Hamarosan a kaliforniai Newport Beachre költöztek.
1978-ban Charles fia repülőgép-szerencsétlenség áldozata lett San Diegóban. Egy évvel később férje is meghalt agydaganatban. Trevor miután elvesztette szeretteit visszatért pár évre New Yorkba. Egy Ötödik sugárúti lakásban lakott, és néhány kisebb filmszerep között elfoglalt társasági életet élt. Végül visszatért Kaliforniába, ahol a művészetek lelkes támogatója lett.

### Halála
Trevor légzési elégtelenségben hunyt el Newport Beachen 2000. április 8-án 90 éves korában. A filmiparban nyújtott teljesítményének köszönhetően csillagja megtalálható a Hollywood Walk of Fame-en.

### Emlékezete
A Kaliforniai Egyetem irvine-i kampuszán található a Claire Trevor Művészeti Iskola, amit a tiszteletére neveztek el. Az épületben van kiállítva az Oscar- és Emmy-díja is.

## Fontosabb díjai és jelölései
- Oscar-díj
  - díj: legjobb női mellékszereplő - Key Largo (1948)
  - jelölés: legjobb női mellékszereplő - A gőgös (1955)
  - jelölés: legjobb női mellékszereplő - Zsákutca (1938)
- Emmy-díj
  - díj: legjobb színésznő - Producers Showcase (1954)
  - jelölés: legjobb színésznő - Lux Video Theatre (1950)

## Jelentősebb filmjei
- 1965 - Hogyan öljük meg feleségünket? (How to Murder Your Wife) - Edna
- 1963 - A vetkőző (The Stripper) - Helen Baird
- 1962 - Egy amerikai Rómában (Two Weeks in Another Town) - Clara Kruger
- 1958 - Marjorie Morningstar - Rose Morgenstern
- 1954 - Kőkemény ököllel (Man without a Star) - Idonee
- 1954 - A gőgös (The High and the Mighty) - May Holst
- 1948 - Key Largo - Gaye Dawn
- 1944 - Gyilkosság a gyönyöröm (Murder, My Sweet) - Helen Grayle
- 1942 - Keresztutak (Crossroads) - Michelle Allaine
- 1941 - Honky Tonk - Aranypor Nelson
- 1939 - Hatosfogat (Stagecoach) - Dallas
- 1938 - A bámulatos Clitterhouse doktor (The Amazing Dr. Clitterhouse) - Jo Keller
- 1937 - Zsákutca (Dead End) - Francey

## Fordítás
- Ez a szócikk részben vagy egészben  a   Claire_Trevor című angol Wikipédia-szócikk fordításán alapul.  Az eredeti cikk szerkesztőit annak laptörténete sorolja fel. Ez a jelzés csupán a megfogalmazás eredetét és a szerzői jogokat jelzi, nem szolgál a cikkben szereplő információk forrásmegjelöléseként.